# Astrea (czasopismo)
Astrea – czasopismo ukazujące się nieregularnie w latach 1821–1825, wydawane w Warszawie przez Franciszka Grzymałę, oraz w roku 1924 przez Antoniego Langego.

## 1821-1825
„Astrea” poświęcona była literaturze, kulturze, zagadnieniom ekonomicznym, polityce. Pismo pozytywnie odnosiło się do rodzącej się w Polsce literatury romantycznej. Na łamach „Astrei” ukazało się m.in. tłumaczenie tekstu Feliksa Bodina pt. Uwagi nad literaturą romantyczną przystosowaną do historii starożytności i obyczajów narodowych, który miał wpływ na poglądy literackie Juliana Ursyna Niemcewicza. Sam Grzymała jako pierwszy omawiał w piśmie wileńskie tomiki Adama Mickiewicza, doceniając jego talent poetycki.
W 1825 w „Astrei” zadebiutował artykułem Michał Grabowski. Publikowano teksty autorów, takich jak: Jan Chrzciciel Albertrandi, Alojzy Feliński, Ignacy Humnicki, Hieronim Kaliński, Stanisław Kłokocki, Hugo Kołłątaj, Kajetan Koźmian, Ludwik Kropiński, Józef Dionizy Minasowicz, Franciszek Morawski, Ludwik Osiński, Stanisław Kostka Potocki, Wacław Seweryn Rzewuski, Stanisław Trembecki, Tomasz Kantorbery Tymowski, Mikołaj Wolski.

## 1924
W 1924 Antoni Lange założył czasopismo również zatytułowane „Astrea”. Poświęcone było szeroko pojmowanej teorii polskiego romantyzmu oraz dziedzictwa Trzech wieszczów. Ukazały się trzy numery pisma. 